# うえきやサトシ
うえきやサトシ（1990年6月21日 - ）は、日本の俳優、歌手、タレントで、劇団4ドル50セントの劇団員である。東京都出身。現役の植木職人でもある。

## 出演

### 舞台
- プレ公演『The Making of $4.50 夢を見たけりゃ、目を開けろ。』（2017年11月3日 - 5日、スパイラルホール）[1] - 本人 役
- 旗揚げ本公演『新しき国』（2018年2月8日 - 12日、紀伊國屋ホール）[2] - 魚屋 大将 役
- 週末定期公演Vol.1『夜明けのスプリット』（2018年6月30日 - 8月3日、KeyStudio）[3] - ジュン 役
- 週末定期公演Vol.2『夜明けのスプリット』（2018年8月11日 - 9月14日、KeyStudio）[4] - ジュン 役
- 舞台『ROOKIES』（2021年11月18日 - 23日、東京シアター1010 / 2021年11月26日 - 28日、大阪サンケイホールブリーゼ/ 2021年11月30日、滋賀 栗東芸術文化会館さきら） - 平塚平 役[5]
- 戦国時代活劇『HiGH&LOW THE 戦国』（2024年1月29日 - 2月25日、THEATER MILANO-Za）[6]

### テレビドラマ
- 『刑事ゆがみ』第7話（フジテレビ系列、2017年11月23日）[7] - エキストラ 役
- 『海月姫』9話（フジテレビ系、2018年3月12日）[8] - エキストラ 役
- 世にも奇妙な物語
  - 『世にも奇妙な物語 春の特別編』「フォロワー」（フジテレビ系、2018年5月12日）[9]- エキストラ 役
  - 『世にも奇妙な物語 夏の特別編』「何だかんだ銀座」（フジテレビ系、2022年6月18日） - 六本木のお金持ち 役
- 『執事 西園寺の名推理』第3話（2018年4月27日）
- 『マジムリ学園』第8話（2018年9月13日）
- 『天 天和通りの快男児』（2018年10月3日）
- 『HiGH&LOW THE WORST』（2019年） - 清史 役
- 『映像研には手を出すな!』 - 下水道部 下水郎 役
- 『アンラッキーガール!』 - 武藤役 第2話（2021年10月14日）
- 『ビッ友×戦士 キラメキパワーズ!』- ヤミジロウ役（2021年）
- 『ゴシップ #彼女が知りたい本当の○○』 第5話（2022年2月3日、フジテレビ） - 盗撮犯 役
- 『逃亡医F』第5話（2022年2月12日、日本テレビ）
- 『ナンバMG5』第2話 - 第4話（2022年4月27日 - 5月11日、フジテレビ） - 郷田健吾 役
- 『仮面ライダーギーツ』第43話（2023年7月9日、テレビ朝日） - 浅利切人 / 仮面ライダーターボン 役
- 『モンスター』第8話（2024年12月2日、関西テレビ・フジテレビ系） - 陪審員 役
- 『スティンガース 警視庁おとり捜査検証室』第1話（2025年7月22日、フジテレビ） - ポーカーの客 役[10]

### 映画
- 『響 -HIBIKI-』（2018年9月14日）
- 『HiGH&LOW THE WORST』（2019年10月14日） - 清史 役
- 『ベイビーわるきゅーれ』（2021年7月30日） - 浜岡かずき 役
- 『HiGH&LOW THE WORST X』（2022年9月9日）
- 『劇場版TOKYO MER〜走る緊急救命室〜』（2023年4月28日）

### テレビ（音楽・バラエティ）
- 『NEWS ZERO』（日本テレビ系、2018年2月2日） - 劇団4ドル50セントとして出演[11]
- 『2018 FNSうたの夏まつり』（フジテレビ系列、2018年7月25日） - 劇団4ドル50セントとして出演[12]

### 広告
- 『コール オブ デューティ ワールドウォーII』の広告キャラクター（2017年10月31日） - 劇団4ドル50セントとして[13]

### イベント
- 『Rakuten GirlsAward 2017 AUTUMN/WINTER』オープニングアクト（2017年9月16日） - 劇団4ドル50セントとして出演[14]
- 『LAGUNA MUSIC FES.2018 新春スペシャル』（2018年1月4日） - 劇団4ドル50セントとして出演[15]